# Monnina cacumina
Monnina cacumina là một loài thực vật có hoa trong họ Polygalaceae. Loài này được N.E.Br. mô tả khoa học đầu tiên năm 1901.